# Distretto di Kume
Il distretto di Kume (久米郡, Kume-gun?) è uno dei distretti della prefettura di Okayama, in Giappone.
Attualmente fanno parte del distretto i comuni di Kumenan e Misaki.
| Controllo di autorità | VIAF (EN) 136486929 · LCCN (EN) nr95014116 · J9U (EN, HE) 987007540455005171 · NDL (EN, JA) 00632092 |